# Seleukos von Emesa
Seleukos von Emesa war ein spätantiker römischer Historiker, der wohl im 4. Jahrhundert lebte, was aber nicht als absolut gesichert gelten kann.
Im byzantinischen Lexikon Suda wird ein gewisser Seleukos erwähnt. Dort heißt es:
„Seleukos von Emesa, ein Grammatiker. Er schrieb vier Bücher Aspalieutika („Fischfang mit der Angel“) in epischen Versen, einen Kommentar über Lyriker, zwei Bücher Parthika. Ich habe noch einen anderen Seleukos eingeschoben vorgefunden, dem aber keine Bücher zugeschrieben werden.“
Die Identifizierung dieses Seleukos bereitet der modernen Forschung einige Schwierigkeiten. Einige Forscher, beginnend mit Otto Seeck, haben vorgeschlagen, den in der Suda erwähnten Seleukos mit einem Briefpartner des bekannten Rhetors Libanios gleichzusetzen, der ebenfalls Seleukos hieß und offenbar ein Freund des Libanios war, was aber teils auch abgelehnt wurde. Libanios schrieb an diesen Seleukos im Jahr 365 und tadelte ihn dafür, dass dieser Mut im Kampf gegen die persischen Sassaniden gezeigt habe und nun das Leben genieße, aber nicht wie zuvor versprochen eine Geschichte des Perserkriegs verfasst habe. Dieser Seleukos gehörte, wie andere Erwähnungen bei Libanios belegen, zum engeren Umfeld des letzten paganen Kaisers Julian, dessen religiöse Anschauungen er teilte. Julian unternahm 363 einen großen Feldzug gegen die Perser, der katastrophal scheiterte, wobei Julian im Kampf fiel.
Anschließend scheint Seleukos als Anhänger Julians zeitweise verbannt worden zu sein. Er plante aber, wie Libanios in seinem Brief erwähnt, eine Geschichte des Perserkriegs zu schreiben. Julians Perserkrieg wurde auch von Eutychianos, Kallistion und Magnus von Karrhai geschildert, so dass eine Darstellung von einem direkten Teilnehmer wie Seleukos durchaus nahelag.
Nun ist die Identifizierung des bei Libanios erwähnten Seleukos mit dem Seleukos im Sudaartikel aus mehreren Gründen problematisch. Das in der Suda erwähnte Werk Parthika erweckt zunächst den Eindruck, es habe sich um eine knappe Abhandlung über Roms Partherkriege (oder einen Krieg mit dem Partherreich) gehandelt, nicht mit den Sassaniden. Allerdings sind gelehrte Anachronismen typisch für die klassizistisch geprägte spätantike Geschichtsschreibung, wo Sassaniden teils als Parther oder Meder bezeichnet werden. So sollte mit dem entsprechenden Vokabular die klassische Bildung des jeweiligen Geschichtsschreibers betont werden. Eine nur zwei Bücher umfassende Schilderung deutet auf ein Werk mit einem begrenzten zeitlichen Umfang hin, was zu einer Darstellung von Julians Perserkrieg passen würde.
Problematischer ist, dass der Briefpartner des Libanios vermutlich aus Kilikien stammte, nicht aus Emesa, und der Seleukos im Sudaartikel in poetischer Form geschrieben zu haben scheint, während Geschichtswerke in der Regel in Prosaform verfasst wurden. Paweł Janiszewski, der die pagane Geschichtsschreibung des 3. und 4. Jahrhunderts eingehend untersucht hat, ist jedoch der Ansicht, dass die Formulierung in der Suda nur belegt, dass dieser Seleukos in Emesa tätig war, aber nicht unbedingt aus dieser Stadt stammte; ebenso ist nur das Werk Aspalieutika in Versform verfasst, bei den beiden anderen Werken ist dies durch die Formulierung in der Suda nicht belegt.
Sollten beide Personen identisch sein (was unsicher bleibt), so hat Seleukos das versprochene Werk schließlich vollendet, das aber wie die anderen Schriften über Julians Perserkrieg verlorengegangen ist. Es dürfte, da der Verfasser eine kaisernahe Person war, auf recht guten Informationen basiert haben. Ob es aber auch von anderen Geschichtsschreibern benutzt wurde, ist vollkommen spekulativ.
Wenn es sich um zwei verschiedene Personen handeln sollte, so bleibt unklar, ob der Briefpartner des Libanios sein Versprechen eingehalten hat. In diesem Fall mag der Seleukos aus dem Sudaartikel aber dennoch ein Werk über einen der nicht wenigen Perserkriege Roms verfasst haben, wobei unklar ist, wann er genau lebte. Die Information im Sudaartikel wurde aber sehr wahrscheinlich dem Werk Onomatologos des Hesychios von Milet entnommen, dies wiederum engt den Lebenszeitraum des Seleukos auf die Zeit vor Justinian I. ein. Da dieser Seleukos in Emesa gelebt hat und die Stadt während der Reichskrise des 3. Jahrhunderts in den Kämpfen mit den Sassaniden eine Rolle spielte, mag er in den Parthika vielleicht darüber geschrieben haben.

## Ausgaben/Übersetzungen
- Bruno Bleckmann, Carlo Scardino: Panegyrische Zeitgeschichte des 4. und 5. Jahrhunderts (= Kleine und fragmentarische Historiker der Spätantike). Schöningh, Paderborn 2023.
- Alexis D’Hautcourt: Seleukos of Emesa (780). In: Brill’s New Jacoby.